# Drehstromleitung Ekibastus–Kökschetau

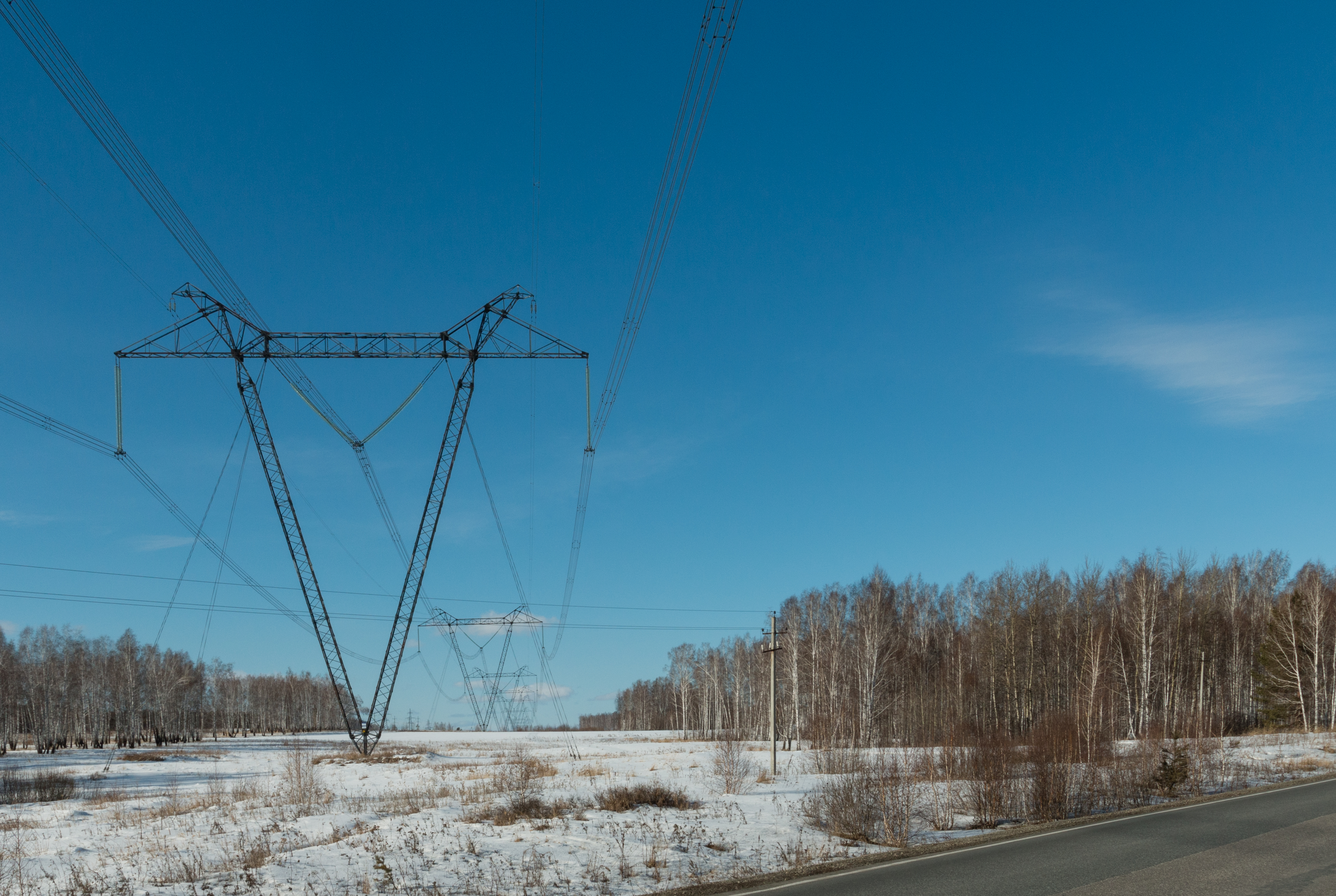
Verwendete Freileitungsmasten (Tragmast)

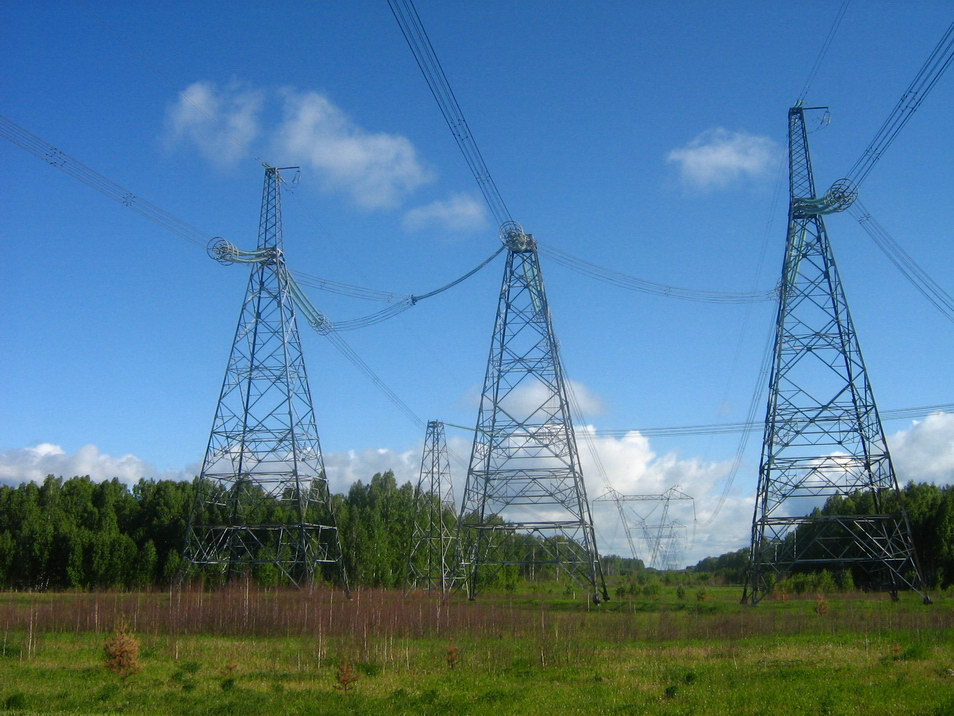
1150-kV-Freileitung, hier mit spezieller Mastanordnung zum Tausch der Reihenfolge der Phasen

Die Drehstromleitung Ekibastus–Kökschetau–Qostanai (russisch Экибастуз–Кокчетав–Кустанай) ist eine Freileitung zur elektrischen Energieübertragung, die vom kasachischen Energieversorger KEGOC betrieben wird. 
Sie ist ein Teilstück der Überlandleitung von Itatsk, Sibirien nach Tscheljabinsk (Челябинск) im Ural. Die Leitung setzt Bündelleiter mit je acht Einzelleitern ein.

## Abschnitt Ekibastus – Kökschetau

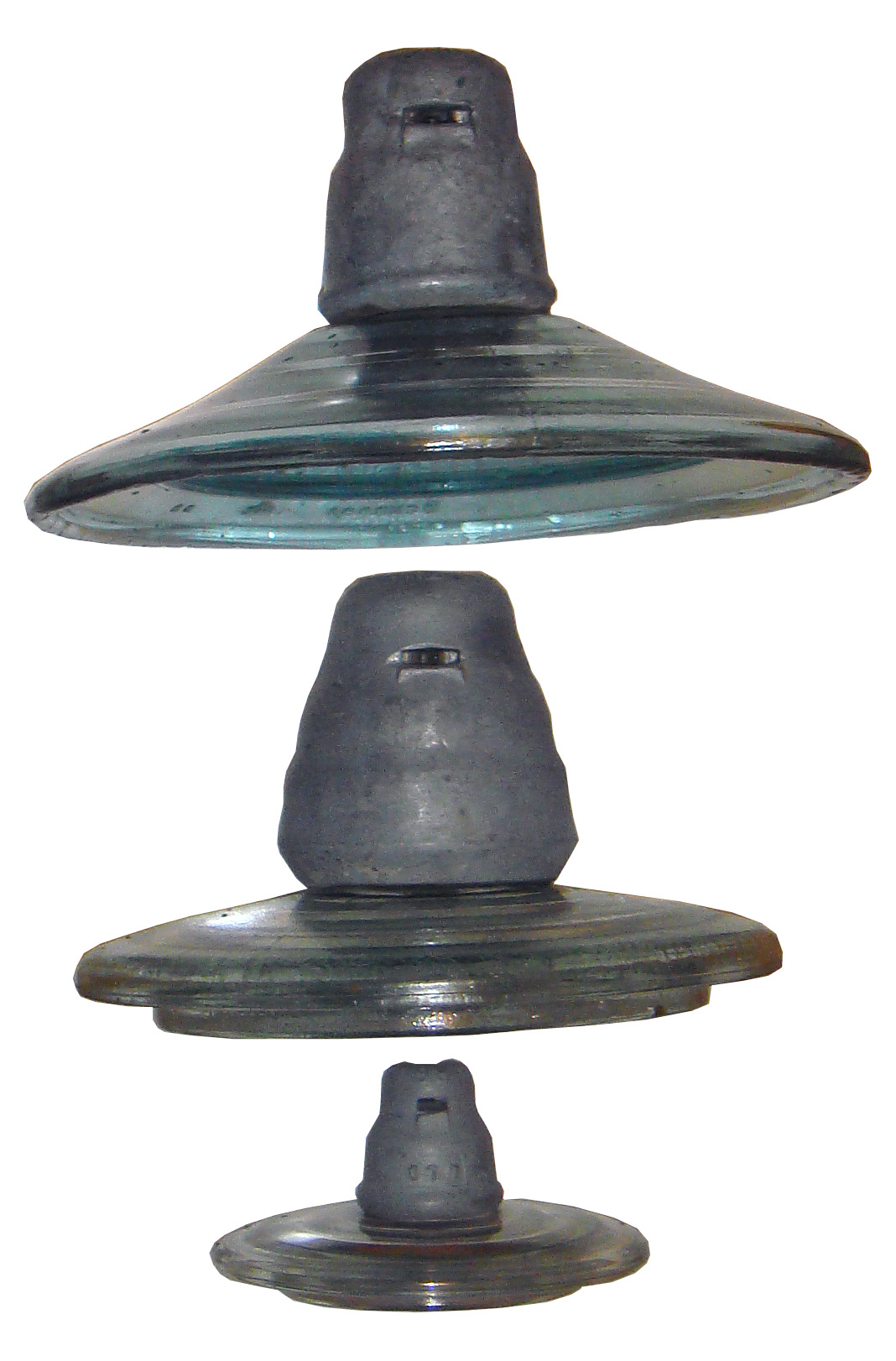
Die großen PSK-300A und PS-400A (U400A) Kappenisolatoren im Vergleich mit dem gewöhnlichen Typ U70BL

Die Drehstromleitung von Ekibastus nach Kökschetau ist 432 km lang und wurde zu Beginn mit einer Nennspannung von weltweit einmalig hohen 1150 kV und einer Leistung von 5500 MVA betrieben. Heute beträgt die Spannung 500 kV.
Baubeginn war 1980, die Inbetriebnahme erfolgte teilweise 1985 und 1988. Diese Stromleitung läuft vom Kraftwerk Ekibastus über ca. 700 km nach Qostanai in Kasachstan und ist auf dreieckförmigen Hochspannungsmasten von 45 bis 60 m Höhe montiert. Durch die Erweiterung in Richtung Osten kann der billigere Nachtstrom aus Sibirien durch die Zeitverschiebung im Ural genutzt werden.

## Koordinaten der Umspannwerke
- Kökschetau 53,317778° N, 68,917222° O
- Ekibastus 51,880833° N, 75,216389° O